# Amolops akhaorum
Espèce
Amolops akhaorum est une espèce d'amphibiens de la famille des Ranidae.

## Répartition
Cette espèce est endémique de la province de Luang Namtha au Laos.

## Étymologie
Cette espèce est nommée en l'honneur des Akhas.

## Publication originale
- Stuart, Bain, Phimmachak & Spence, 2010 : Phylogenetic systematics of the Amolops monticola group (Amphibia : Ranidae), with description of a new species from northwestern Laos. Herpetologica, vol. 66, no 1, p. 52-66 (texte intégral).